# Incident de la faction d'août
L'incident d'août (chosŏn’gŭl : 8월 종파 사건 ; RR : Palwol jongpa sageon), officiellement nommé Deuxième marche difficile, est une tentative de renversement de Kim Il-sung menée par des personnalités nord-coréennes pro-soviétiques et pro-chinoises (groupe de Yenan), avec le soutien de l'Union soviétique et de la république populaire de Chine, lors de la 2e session plénière du 3e comité central en 1956. La tentative de démettre Kim de ses fonctions est un échec et les putschistes sont par la suite arrêtés et exécutés. Sortant vainqueur de cette lutte politique, Kim Il-sung parvient à supprimer toute opposition interne et à prendre le contrôle total du Parti du travail de Corée.

## Contexte

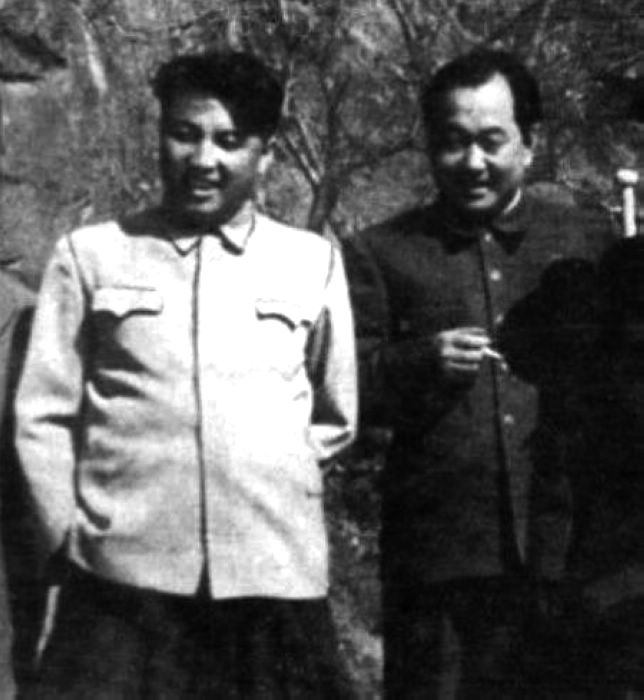
Kim Il-sung (à gauche) et Ho Ka-i (à droite).

Kim Il-sung, fin 1955-début 1956, avant le 3e congrès du Parti du travail de Corée, envoie des signaux préliminaires de son action contre les tendances pro-chinoise et pro-soviétique. Le XXe congrès du Parti communiste de l'Union soviétique est un tournant en URSS avec le rapport Sur le culte de la personnalité et ses conséquences de Nikita Khrouchtchev qui dénonce la politique de Joseph Staline et lance la déstalinisation. Tous les partis communistes des pays du bloc soviétique emboîtent le pas à l'Union soviétique en débutant des campagnes contre les cultes de la personnalité, et les secrétaires généraux, qui prenaient modèle sur Staline, sont remplacés dans toute l'Europe de l'Est.
À l'été 1956, Kim Il-sung est convoqué à Moscou pendant six semaines afin de recevoir une réprimande de la part de Khrouchtchev, qui souhaite aligner la Corée du Nord sur la nouvelle orthodoxie. Pendant l'absence de Kim Il-Sung, Pak Chang-ok (en) (nouveau chef de la faction soviétique à la suite du suicide de Ho Ka-i), Choi Chang-ik (en), et des membres de premier plan du groupe de Yenan conçoivent un plan pour attaquer Kim Il-sung au prochain plénum du Comité central et le critiquer de n'avoir pas « corrigé » ses méthodes de gouvernance, d'avoir développé un culte de la personnalité, déformé le « principe léniniste de gouvernance collective » avec ses « distorsions de la légalité socialiste » (c'est-à-dire en usant d'arrestations et d'exécutions arbitraires). Ils prévoient d'utiliser d'autres arguments khrouchtcheviens contre le stalinisme pour critiquer la gouvernance de Kim Il-Sung.

## Lutte politique
Kim Il-sung prend conscience du complot à son retour de Moscou et réagit en retardant le plénum de près d'un mois. Il profite alors du temps gagné pour se préparer en corrompant ou en menaçant des membres du Comité central et en prévoyant une riposte graduée. Lorsque le plénum s'ouvre finalement le 30 août, Choi Chang-ik prononce un discours dans lequel il attaque Kim Il-sung pour avoir concentré le pouvoir du parti et de l'État dans ses seules mains et critique la ligne du parti sur l'industrialisation qui ignore la famine générale parmi le peuple nord-coréen. Yun Kong-hum reproche en outre à Kim Il-sung d'avoir créé un « régime policier ». Les partisans de Kim Il-sung interrompent et réprimandent les orateurs, dont ils couvrent les propos, les empêchant de convaincre d'autres membres. Le camp de Kim Il-sung accuse l'opposition d'être « anti-parti » et demande l'exclusion de Yun. Kim Il-sung, quant à lui, neutralise les critiques dont il fait l'objet en promettant d'inaugurer des changements et de modérer le régime, des promesses qui n'ont jamais été suivies. La majorité du comité vote en faveur du soutien à Kim Il-sung et également en faveur de la répression de l'opposition, excluant Choe et Pak du Comité central.
Plusieurs dirigeants de la faction de Yenan fuient en Chine pour échapper aux purges qui suivent le plénum d'août, tandis que les partisans de la faction soviétique et de la faction de Yenan fusionnent. Bien que Kim Du-bong, le chef de la faction de Yenan et président en titre de la Corée du Nord, ne soit pas directement impliqué dans la tentative de destitution Kim, il est tout de même purgé en 1958, se voyant accusé d'être le « cerveau » du complot. Il « disparaît » après son départ du pouvoir, probablement exécuté ou mort en prison.
En septembre 1956, une délégation conjointe sino-soviétique se rend à Pyongyang pour « donner des instructions » à Kim Il-sung afin qu'il cesse les purges et qu'il rétablisse dans leurs fonctions les dirigeants de la faction de Yenan et de la tendance pro-soviétique. Un deuxième plénum du Comité central, tenu le 23 septembre 1956, pardonne officiellement les dirigeants pour leur tentative d'opposition en août et les réhabilite. En 1957, cependant, les purges reprennent : le groupe de Yenan cesse d'exister l'année suivante. Les membres de la faction pro-soviétique, pendant ce temps, sont confrontés à un harcèlement de plus en plus intense. Un nombre croissant d'entre eux décide de fuir en URSS. En 1961, il ne reste au sein du Parti du travail de Corée que la faction de guérilla de Kim Il-sung, dont les membres ont rejoint le parti avec lui et lui restent fidèles. En 1961, il ne reste parmi les 68 membres du Comité central que deux membres de la faction pro-soviétique, trois de la faction de Yenan et trois de la faction nationale, qui sont par ailleurs fidèles à Kim Il-sung. Cependant, à la fin des années 1960, ils sont eux aussi victimes de purges.
L'une des raisons probables de l'échec des factions pro-soviétique et pro-chinoise face à Kim Il-sung tient à l'attitude nationaliste des jeunes membres du parti entrés en son sein depuis 1950, et qui voient les membres de ces factions comme des « étrangers » influencés par d'autres pays, tandis que Kim Il-sung est considéré comme un « vrai Coréen ».
Selon le biographe de Kim Il-sung, Dae Sook-suh, « La longue lutte de Kim pour consolider son pouvoir était achevée. [...] Il n'y avait plus de factions capable de contester sa position et, pour la première fois, aucune armée étrangère n'était présente au Nord ».